# Nome de Grevena
Le nome de Grevena (en grec : νομός Γρεβενών) est l’une des 54 préfectures de Grèce. Il fait partie de la périphérie de Macédoine-Occidentale. Son chef-lieu est Grevena. Ce nome fut créé en 1967 à partir du nome de Grevena-Kozani dont Kozani était le chef-lieu. Il est entouré des nomes de Ioannina à l'ouest, de Kastoria au nord-ouest, de Kozani au nord et à l'est, de Larissa au sud-est, et de Trikala au sud.
Les montagnes sont surtout présentes à l’ouest, au sud-ouest, au sud et au nord-est. Le nome est également traversé par l’Aliakmon. L'économie de la région s'appuie essentiellement sur l'agriculture, l’élevage, la sylviculture, l’écotourisme et sur la station de sports d'hiver de Vasilitsa.

## Dèmes (municipalités) et communautés
| Dème             | YPES code | Siège               | Code Postal | Préfixe tel. |
| ---------------- | --------- | ------------------- | ----------- | ------------ |
| Ágios Kosmás     | 0909      | Mégaro (el)         | 511 00      | 24620-73     |
| Chásia           | 0915      | Karpero             | 511 00      | 24620-3      |
| Deskáti          | 0905      | Deskáti             | 512 00      | 24620-3      |
| Górgiani         | 0903      | Kipourío (el)       | 511 00      | 24620-75     |
| Grevená          | 0904      | Grevená             | 511 00      | 24620-2      |
| Irakleótes       | 0907      | Ágios Geórgios (el) | 510 30      | 24620-41     |
| Theódoros Ziákas | 0908      | Mavranéi (el)       | 511 00      | 24620-83     |
| Véndzio          | 0902      | Knídi (el)          | 511 00      | 24620-91     |
| Commune          | YPES code | Siège               | Code postal | Préfixe tel. |
| Avdélla          | 0901      | Avdélla             | 401 00      | 24920-23     |
| Dotsikó          | 0906      | Dotsikó             | 411 00      | 24620-25     |
| Filippéi         | 0914      | Filippéi            | 511 00      | 24620-2      |
| Mesoloúri        | 0910      | Mesoloúri           | 510 32      | 24620-2      |
| Perivóli         | 0911      | Perivóli            | 511 00      | 24620-80     |
| Samarine         | 0912      | Samarine*           | 511 00      | -            |
| Smíxi            | 0913      | Smíxi               | 401 00      | 24920-22     |